# Guardiões da Paz
Guardiões da Paz (em francês:  Gardiens de la Paix) foi uma milícia paramilitar pró-governo ativa no Burundi durante a Guerra Civil do Burundi (1993-2006). Acredita-se que tenha existido entre 1997 e 2005. Segundo o governo, a milícia destinava-se principalmente a proteger as áreas rurais contra grupos rebeldes como parte de uma política de "autodefesa civil". Seus membros estavam armados, mas não uniformizados.  Foi fundada pelo coronel Ascension Twagiramungu e acredita-se ter recrutado principalmente entre adolescentes, crianças e ex-rebeldes antigovernamentais na zona rural do Burundi.  Embora reconhecidos como uma organização semioficial, os Guardiões da Paz nunca foram uma entidade única e, em vez disso, consistiam em grupos regionais autônomos. 
Fundados em 1997, os Guardiões da Paz de todo o Burundi foram enviados para Bujumbura quando a cidade foi sitiada pelos rebeldes das Forças Nacionais de Libertação (FLN) em 2000. Acredita-se que tenham sofrido pesadas baixas durante a operação, embora tenham aumentado rapidamente em tamanho durante a escalada militar da Guerra Civil em 2001. Tanto os rebeldes da FLN quanto as Forças de Defesa da Democracia (FDD) tiveram como alvo específico membros individuais da organização, a fim de intimidar outros Guardiões da Paz. Estima-se que até 30.000 burundianos tenham recebido treinamento como Guardiões da Paz durante o período. Na província de Bururi, estimou-se que havia 5.000 Guardiões da Paz ativos com números menores em outros grupos regionais. 
O governo iniciou a desmobilização dos Guardiões da Paz em 2003 e o processo foi finalmente concluído em 30 de setembro de 2005.